# 南尼苏语
南尼苏语是彝語支尼苏语的一种方言。根据世界少数民族语文研究院的资料，其分布在中国云南省元阳县、金平县、红河县、绿春县东部、石屏县南部、元江县东南部。